# Quirinal
Cet article concerne la colline dans la Rome antique. Pour la résidence du président de la République italienne, voir palais du Quirinal.
| \| \| |
| Localisation du Quirinal et des sommets associés sur une carte topographique simplifiée de la ville de Rome antique avec, à titre indicatif, les empreintes des principaux monuments et les tracés des murs servien et aurélien. |
| |

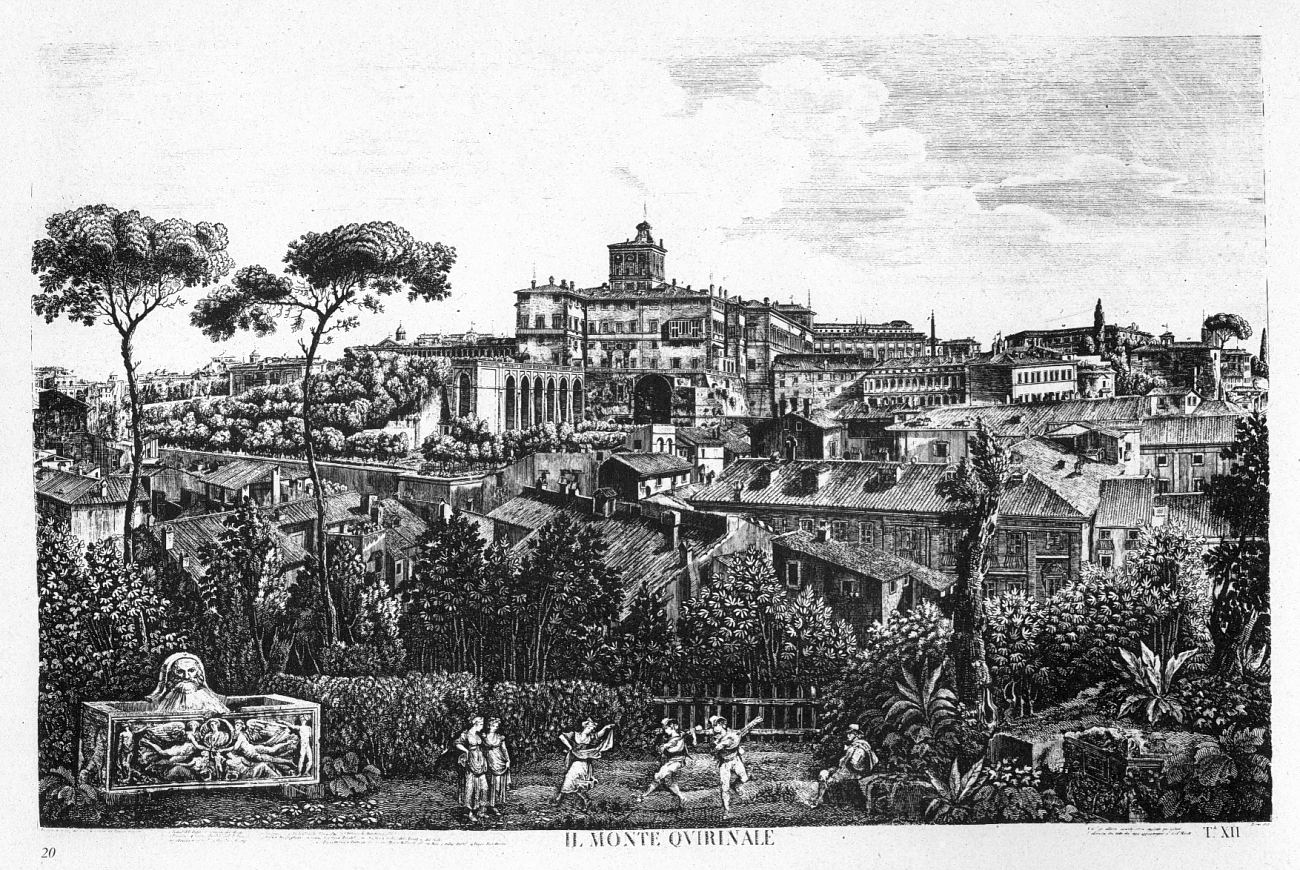
Dessin de la colline du Quirinal, Luigi Rossini, 1827.

Le Quirinal (en latin : Quirinalis Collis, en italien : Quirinale) est la plus élevée et la plus septentrionale des sept collines de Rome. Il est situé de nos jours dans le rione de Trevi.
Pour un article plus général, voir Sept collines de Rome.

## Description
Dans l'Antiquité, le Quirinal est considéré comme une colline (collis) et non comme un mont (mons). D'après la description des Argées qui nous a été conservée par Varron, le Quirinal est divisé en quatre parties, du sud au nord : la collis Latiaris, la collis Mucialis entre la Via di Magnanapoli et le Monte Cavallo, la collis Salutaris, entre le Monte Cavallo et l'église de San Andrea et la collis Quirinalis proprement dite. C'est une bande de terre irrégulièrement étroite de deux kilomètres de long culminant à 61 mètres, séparée du Viminal par une dépression. Il y avait une dépression assez profonde entre le Capitole et le Quirinal, qui a été aplanie lors de la construction du forum de Trajan. La hauteur du relief ainsi supprimé est symbolisée par la colonne Trajane. 

## Histoire

### Quirinal antique
La colline aurait d'abord été habitée par les Sabins qui y auraient élevé un autel, situé près de la Porte Quirinale, en l'honneur de l'une de leurs divinités Quirinus, dieu de la guerre personnifié par une lance ou une pique (les anciens interprétaient le mot quiris comme étant d'origine sabine et signifiant une « lance », étymologie rejetée aujourd'hui). Selon d'autres versions, le nom de la colline pourrait provenir de quernus (« chêne »).
Lors de la division de la ville en régions par Auguste, le Quirinal se trouve dans la région Regio VI Alta Semita, nom provenant de la rue principale qui suit l'arête de la colline. De nombreux temples sont érigés sur le Quirinal qui devient l'une des principales zones de résidence pour les riches citoyens.

### Quirinal moderne
Le palais du Quirinal a été construit par les papes. C'est aujourd'hui la résidence des Présidents de la République italienne. Par métonymie, il désigne donc la Présidence.
Se trouvent également aujourd'hui dans cette partie de Rome, le palais et la Piazza Barberini, l'église San Silvestro al Quirinale et le palais Colonna.

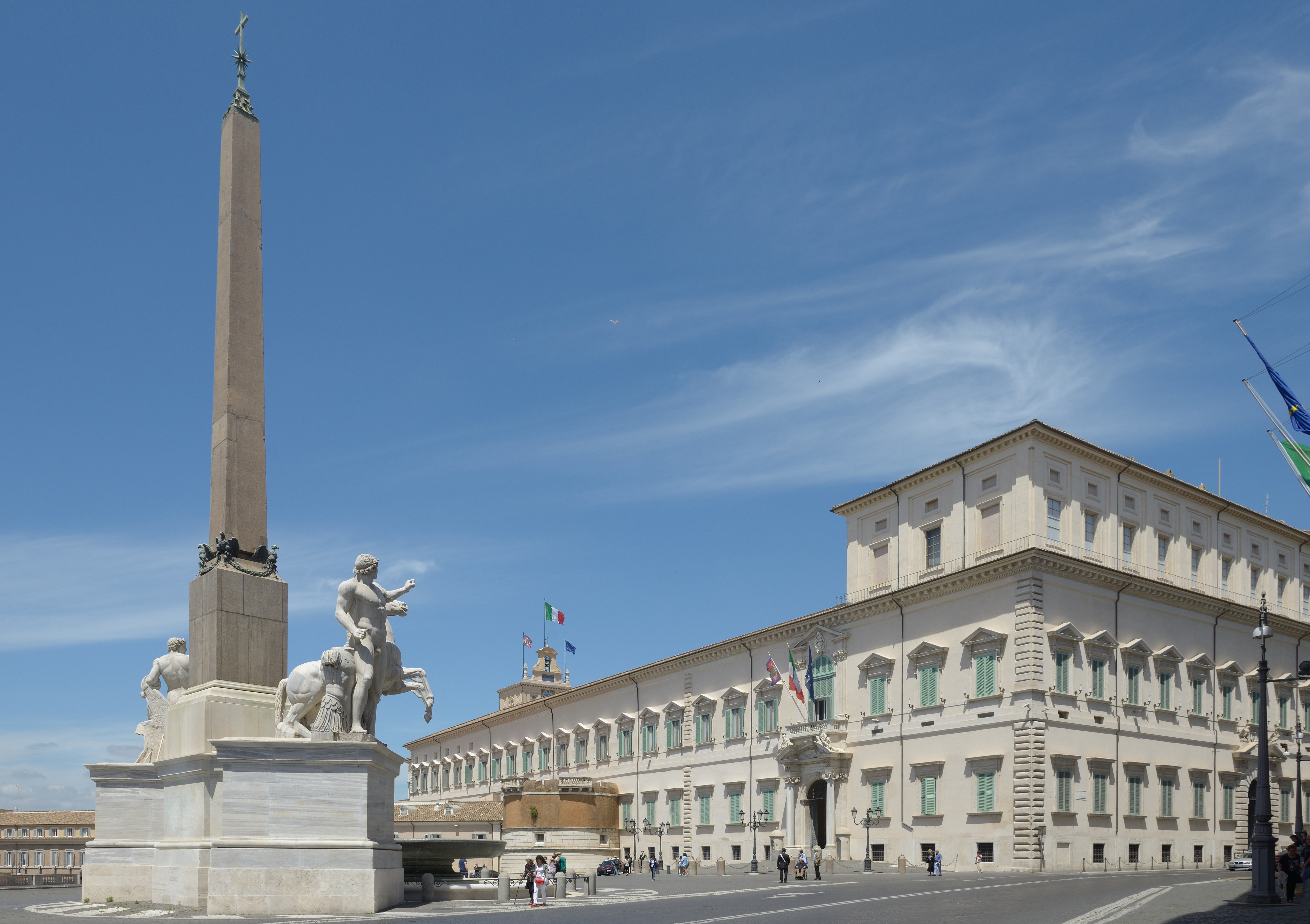
Palais du Quirinal
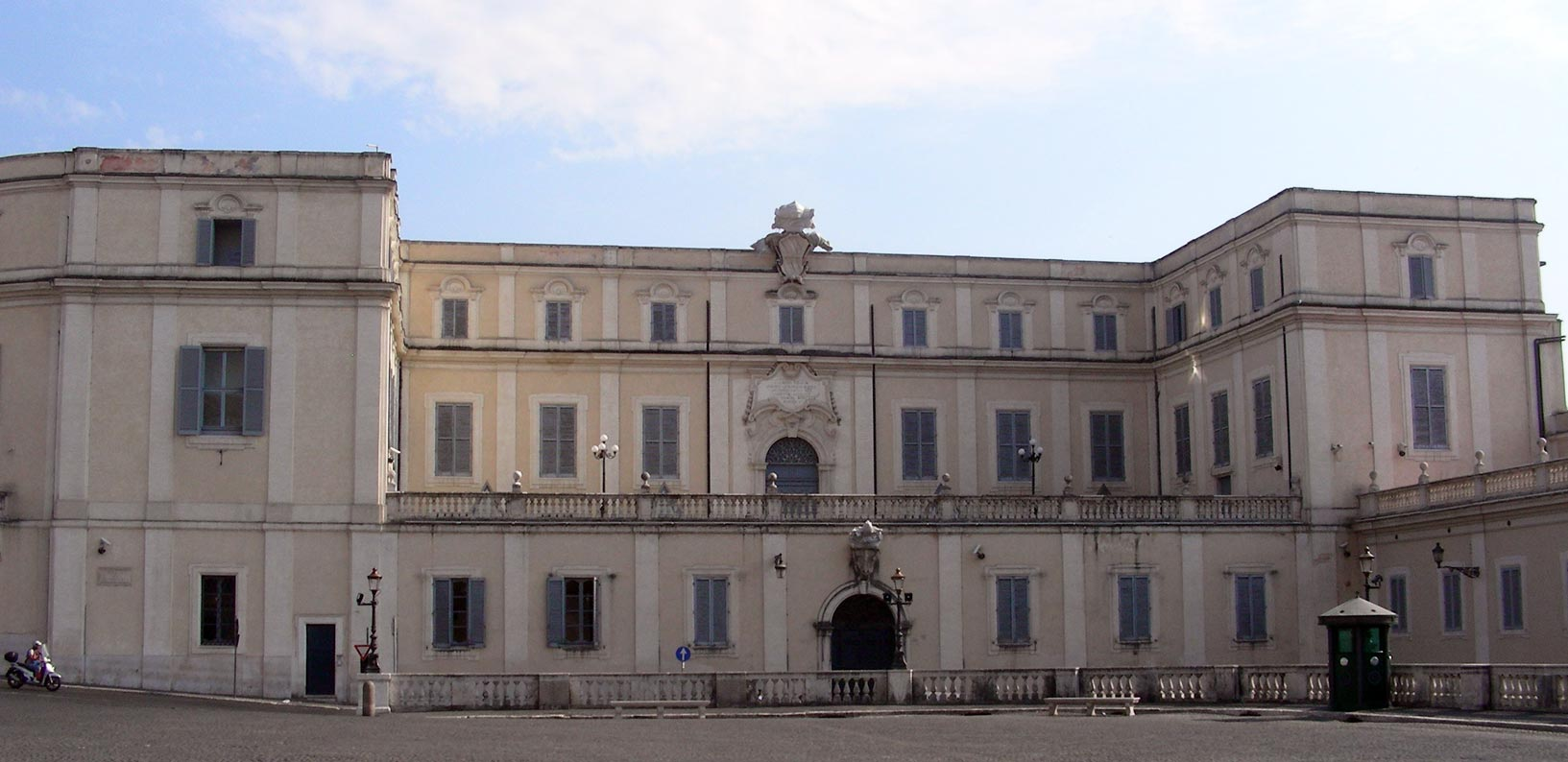
Écuries du Quirinal
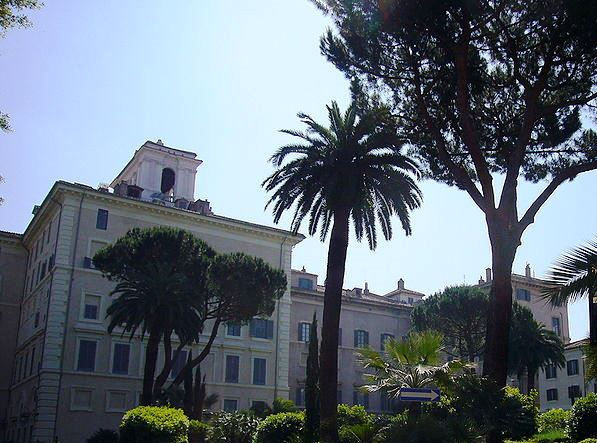
Palazzo Rospigliosi Pallavicini
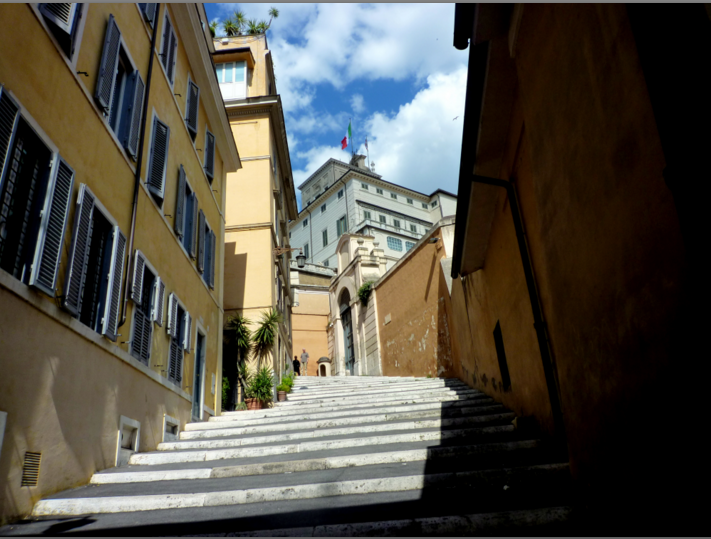
Escaliers
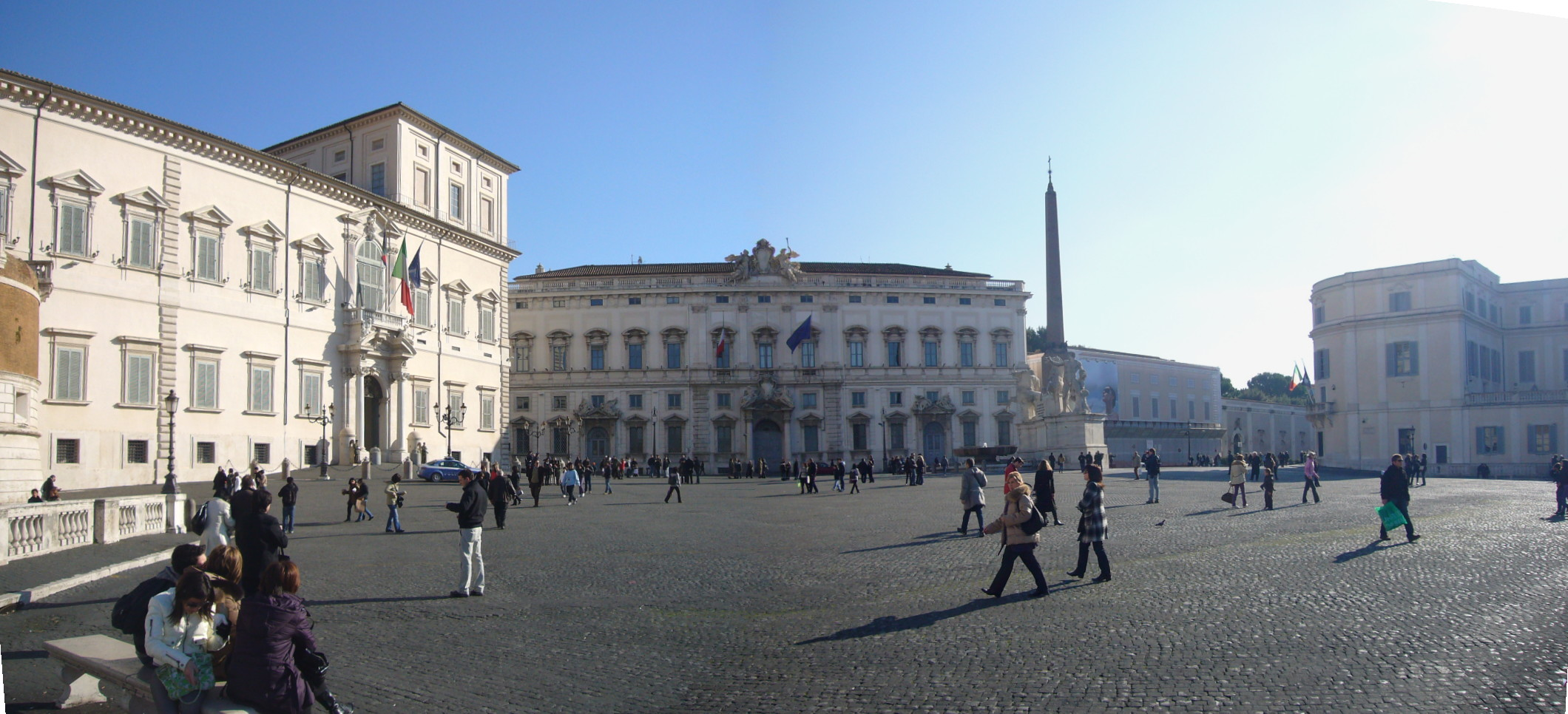
Place du Quirinal
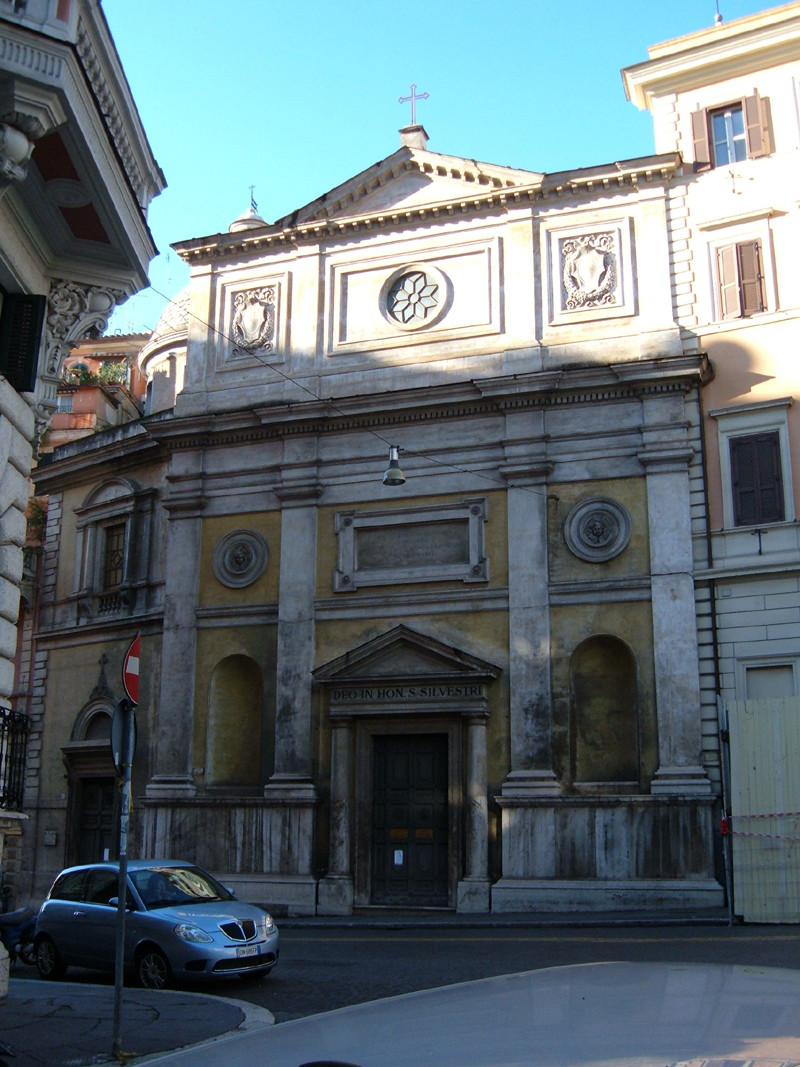
San Silvestro al Quirinale
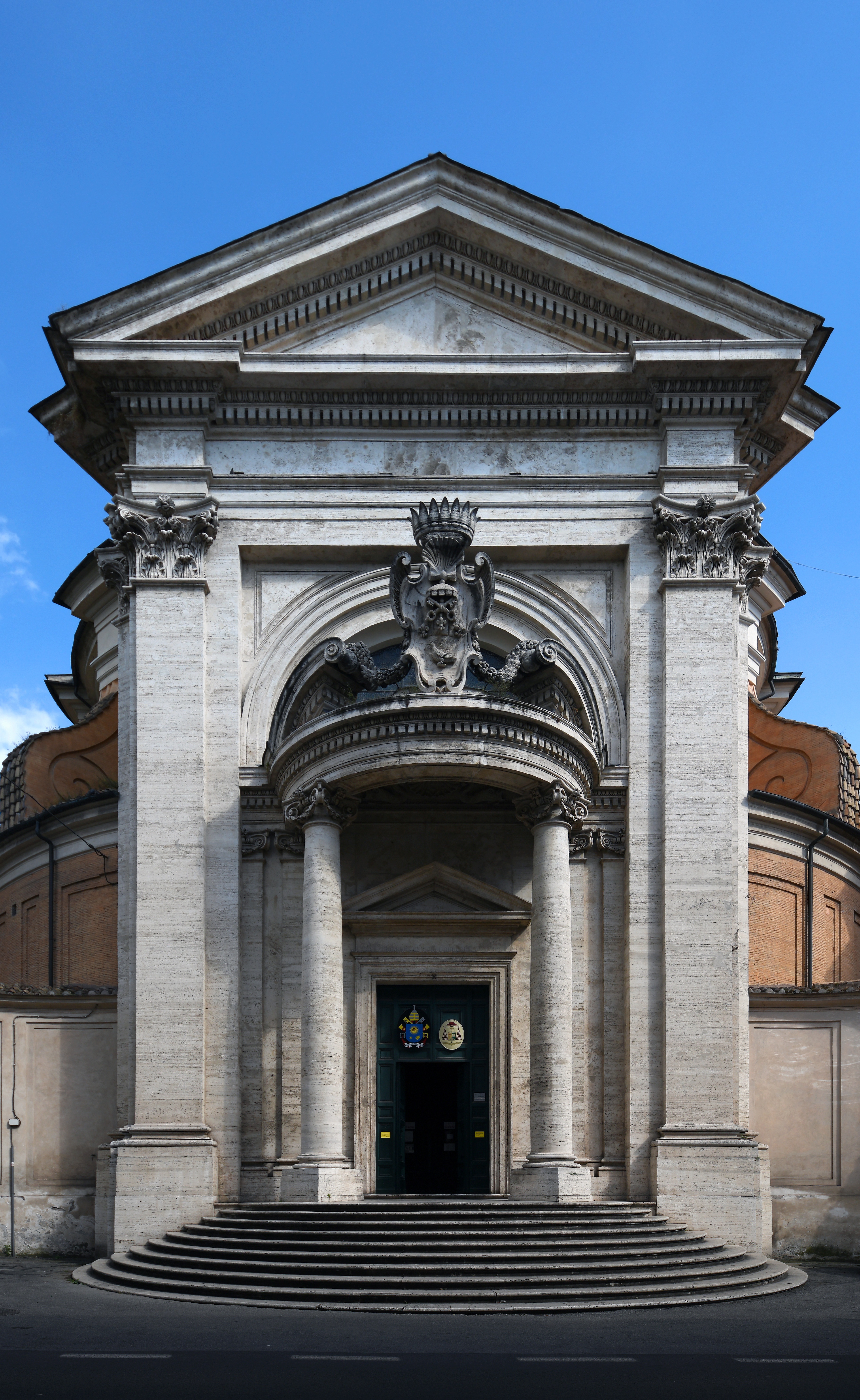
San Andrea al Quirinale